# 太平湖东里
39°54′07″N 116°21′38″E / 39.9020366°N 116.3605695°E
太平湖东里是位于北京市西城区中部的一条胡同。曹雪芹好友敦敏的槐园曾在太平湖东里及西太平街附近。

## 简介
太平湖东里西起复兴门南大街，向东到月台胡同西口，由此折向北至西太平街。太平湖东里原名“太平湖中街”，因太平湖而得名。
旧时北京有两个太平湖：一个在德胜门外，即老舍自杀之处的太平湖；另一个在宣武门内，此太平湖所在地即今太平湖东里及西太平街，此处位于北京内城内的西南角，古柳依依，一水自北而来，潴潦成湖。清朝敦敏在《瓶湖懋斋记盛》中记载，乾隆二十三年冬，曹雪芹在此和朋友们聚会，并且在结冰的太平湖上表演放风筝。敦敏的的寓所“槐园”也位于这个太平湖畔。
1930年代以来，太平湖逐渐湮没。日本统治时期，北京内城西南城角成为军用仓库。太平湖东岸有醇亲王府南府。该府原是乾隆帝第五子永琪的宅邸，清朝咸丰时期赐给道光帝第七子醇亲王奕譞为府，人称“七爷府”。该王府由府邸和花园组成。奕譞之子载湉在此出生，后来成为光绪帝，此府便成为“潜龙邸”。依照清朝祖制，该府应当升为宫殿，不再住人，奕譞遂获准在什刹海后海北岸另置新府，即今醇亲王府。1900年庚子事变时，义和团曾在此府内设神坛。中华民国初年，私立民国大学以该府作为校舍。中华人民共和国成立后，该府被北京俄语专科学校以及新中中学分别占用。1952年，北京俄语专科学校迁往北京老城外，中央音乐学院在该府建校，一直使用至今。1951年开始，该府内先后建造了不少楼房，原有建筑格局被改变。